# Виїзд королів
Виїзд королів — це фестиваль, який відзначається навесні, на День Святої Трійці, в Моравії, на південному сході Чеської Республіки. У 2011 році вона була додана до репрезентативного списку ЮНЕСКО шедеврів усної та нематеріальної спадщини людства.
Фестиваль проходить в історично відомому регіоні Моравська Словаччина. Він відзначається щорічно в селі Влчнов, кожні три роки в Глукі, кожні два роки в Куновіце, а іноді і в Скороніце у рамках іншого фестивалю, який називається «Slovácký rok» (Словацький рік).

## Походження традиції
Походження незрозуміло, можливо, поїздка виникла з королівських церемоній, або з пасхальних процесій, які вже виникли в язичницьких спробах забезпечити багатий урожай на полях через хід на конях, об'їзди полів. У колишніх німецьких регіонах в Сілезії це був «Saatreiten» (їзда після посіву).
Відомі західних і південних слов'ян дівочі королівські обряди спрямовані на забезпечення родючості і захист сільських угідь, аналогічно іншим весняним обходам дівчат, наприклад, півд.-слов. лазаркі ( ладаріце, лалекаріце, љеље ) та інші обхідні обряди. У західних слов'ян відомі також «чоловічі» королівські обряди:  jízda králů  (морав.),  Honit krala, honéni králu  (чеськ., морав.),  vodili krala  (морав. Гана,  Словацько), stinani krala, jezdit ро králoch (зах.-чеськ., ходськ.), jezdit na krala (морав. Лугачевське Залісся, Словацько), chodit s králem (чеськ.), hledat krala (морав. Словацько), pikšvonc (західно-чеськ. Ходско) та інші, що мають відповідності в німецькій традиції. Королівські обряди приурочені в основному до Трійці (зах.-слов., півд.-слов.) (порівняйте Русальний тиждень); до  Вознесіння (півн.-схід.-серб.), до Юр'їва дня (півд.-серб. Поморав'є), на 1 травня (Веремій-запрягальнік) або іншим травневим святам (зах.-слав., півд.-серб.). У Чехії тиждень перед Трійцею називався «королівським» —  Královy týždeň , а Тройця —  Králova nedéle  (зах.-чеськ) .
Також, походження, ймовірно, йде з церемонії ініціації молодих чоловіків, яку ми бачимо на фольклорних фестивалях у Киргизії, де молоді люди змагаються у стрільбі або грають на конях. Однак наприкінці XIX століття було зроблено ряд зусиль для історичного контексту свята. Ці гіпотези про походження королів виникли з кола моравських інтелектуалів і, мабуть, мали патріотичну мотивацію, щоб вказати на історію чеських земель:
- У пошуках короля Святополк II, який зник безслідно після фатальної битви при Прессбурзі в 907 році
- Повернення 12-річного короля Вацлава до Чехії після взяття Ота з Бенібора в 1283 році
- Втеча угорського короля Матіаса Корвіна, який зазнав поразки в одному зіткненні (1469 р.) Під час воєн з Їржі з Подєбрад він ховався в Угерському Броді — нині найпоширеніша легенда. Матіас Корвін повинен був вдягнутися, як жінка, прикрасити себе стрічками, покласти троянду в рот, щоб усунути голос, коли він втік з поля бою. Він (або сам, або решта його дружини) мусили попросити селян про їжу, перш ніж дістатися до свого замку у Тренчині.[4]

## Виїзди королів

### Влчнов
Виїзд королів у Влчнові є найпопулярнішою версією цієї ходи і має традицію не менше двохсот років. Хода йде від верхнього краю села до нижнього, через народний ярмарком, з відвідуванням музею і старих будинків. Вона проводиться щорічно безперервно щонайменше з 1808 року на день Святої Трійці. Спочатку поїздка відбувалася регулярно на День Святого Духа, але з 1953 року вона перейшла на Світлу неділю, а після 1964 року дата, замість рухомої неділі, була встановлена на останню неділю травня. Її популярністі також сприяло те, що її увічнив на полотні художник Йожа Упрка. Він володів студією у сусідній Грозновій Льготі і малював жанрові сцени з місцевого життя, паломництва, зібрання, меси в церквах, тощо. Картина «Виїзд королів» була написана в 1897 році. Трохи згодом, в 1902 році, регіон відвідав знаменитий французький скульптор Огюст Роден і порівнював його з давньогрецькою Еладою. У регіоні черпали натхнення Альфонс Муха та Йозеф Манес з його циклом Моравський рок.

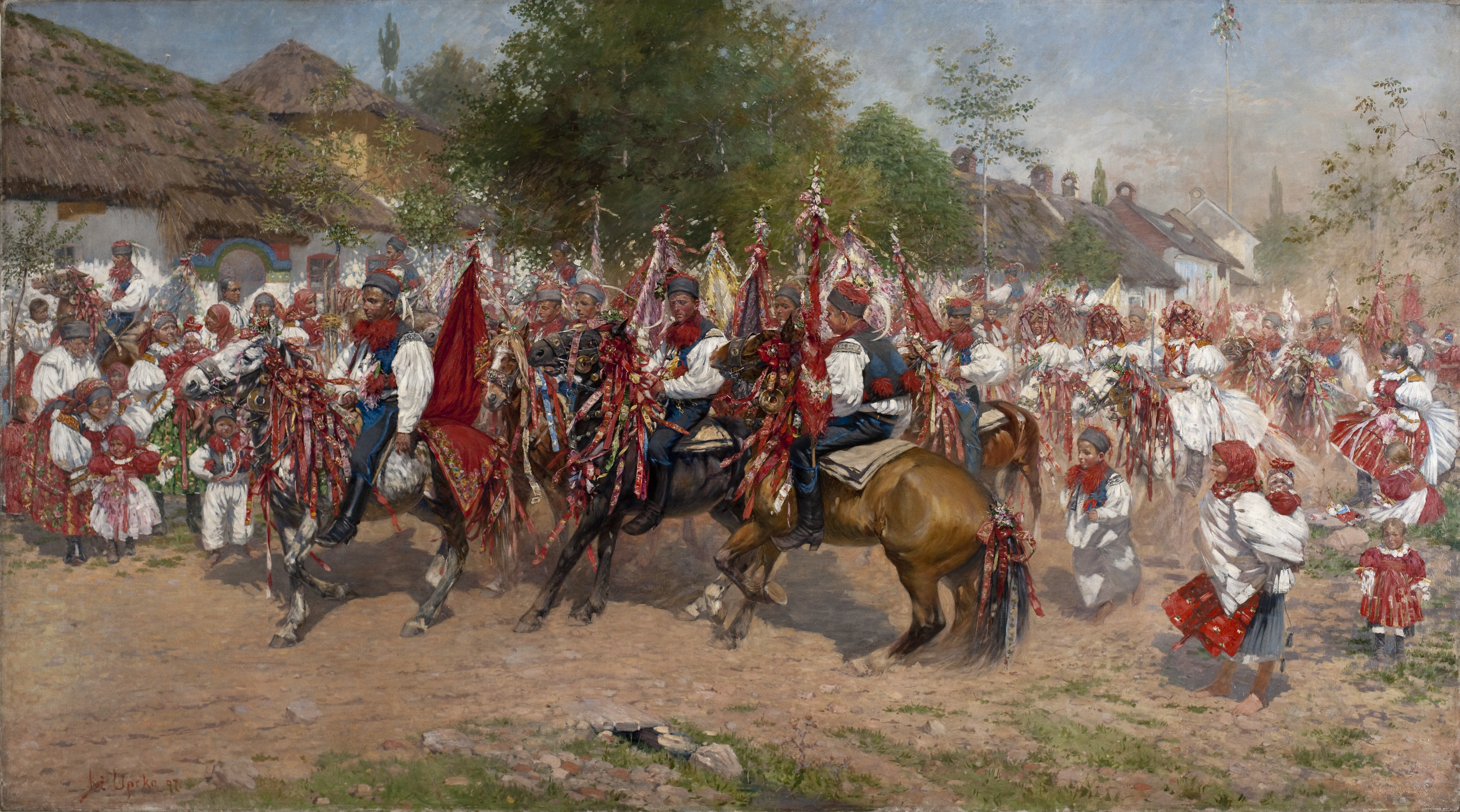
«Виїзд королів» (Йожа Упрка)

У Влчнові знімали такі фільми, як «Жарт» режисера Яромила Йіреша, нині включених до чехословацького фільму «Нова хвиля 60-х років», а також адаптація п'єси «Мариша» режисера Йозефа Ровенського. Перша фотографія «Виїзду королів» була зроблена в 1890 році регіоналістом і професором гімназії тодішнього обласного міста Угерске Градіште Йозефом Клваньою на вулиці Ke dvoru. Це одна з перших документальних фотографій в Моравії та одна з перших наукових фотографій, створених на території сьогоднішньої Чехії.
Виїзд королів у Влчнові починається в неділю з зустрічі в домі «короля», потіт він зі своєю свитою легрутів (рекрутів), вісімнадцятирічних хлопців, разом з вісімнадцятирічними дівчатами, йде до церкви на месу; потім відправляється в міську ратушу, де міський голова просить схвалення. Вступні слова поїздки залишаються тими ж: Hýlom, hýlom! Počúvajte, horní, dolní, domácí aj přespolní, co vám budu povídati o svatodušní neděli…

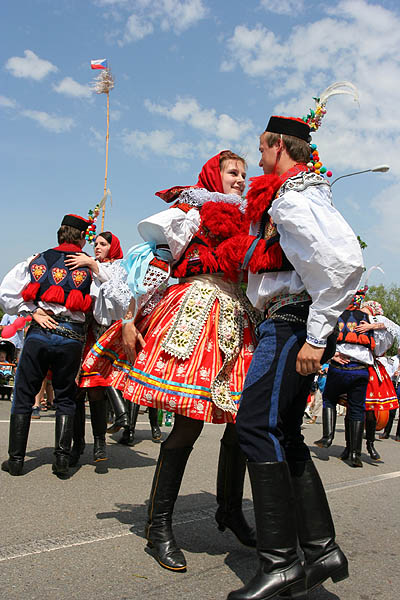
Танці у костюмах Моравської Словаччини на Виїзді королів

Сама «королівська» поїздка складається з поїздки легрутів-вершників у влчновських костюмах, як військової кавалерії, що супроводжує короля. Коні прикрашаються стрічками і стилізованими квітами, а також різними переважно червоними шарфами, розміщеними у формі прапорів. Королем завжди є маленький хлопчик з обов'язковою умовою цноти. Король сидить на коні, руки на боках, якого веде його батько. На голову йому надівається вінок, обличчя прикривається стрічками, щоб приховати його від оточуючих. Його кінь супроводжується з боків двома легрутами, теж в жіночих сукнях і з вінками, але їх обличчя не закриті. У короля — біла троянда в роті, позаяк він має мовчати, як і його легрути. Бути обраним королем — це завжди велика данина сім'ї в селі, королівського коня прикрашає стрічками мати короля.
З самого ранку жителі Влчнов прикрашають коней, оформляючи їх збрую стрічками і паперовими квітами. Раніше прикраси були простіше, прикрашалися тільки гриви різнокольоровими стрічками. Після Другої Світової Війни стали використовувати кольоровий папір. Виготовленням квітів місцеві мешканки зайняті кілька тижнів перед святом. Королівського коня ретельно вибирають — вона повинна бути спокійною, поступливою і не боятися натовпу. Наступника короля вибирають взимку, і вперше представляють його на січневому міському балу. Потім у хлопчика є достатньо часу, щоб навчитися триматися в сідлі.
Що стосується віку царя, то зазвичай це 10-12 річний хлопчик, але можуть бути винятки. За словами журналіста Яна Янча, 18-річний Томаш став королем у Влчнові наприкінці XIX століття, але коня його прикрашала його дівчина Франтішка, тому що його мати була вже була стара для такої праці. Оточення короля просить глядачів зробити фінансові пожертви жартівливими викликами та вигуками (vyvolávky, hlášky): Na krála, maměnko, na krála («На короля, матусінько, на короля»). Для ще невпенених уточнюють: Máme krála chudobného, ale velmi poctivého («Маємо короля бідного, але дуже шановного»). Гроші вкладають у їх взуття або кидають у ящики. Vyvolávky раніше стосувалися мешканців окремих будинків у селі, які часто цим були дуже задоволені або навпаки:
- …tady bude bývať asi moja milá, pretože tu majú najlepšího vína… («…тут кохана моя житиме, тому що тут найкраще вино …»)
- …tady majú pěknú zdravú trnku, tu musíjú mať dobrú maměnku… («…тут росте гарний здоровий терен, вони повинні мати добру матінку…»)
- … tady roste vysoká tráva, že Anička nerada vstává… («…тут росте висока трава, бо Анічка не любить вставати…»)

Нині вони більше стосуються вже анонімних глядачів, які прийшли на народні розваги, тому легрутам часто доводиться імпровізувати:
- Právě jsem minul ukazatel, že tu má stát velký podnikatel… («Я просто пропустив знак, що тут повинен бути великий бізнесмен…»)
- Tady je dívenka celá černá, že je svému chlapci dlouho už věrná… («Ось дівчина у всьому чорному, бо вже довго віддана своєму хлопцю…»)

Буває й так, що сором'язливі червоні дівчата викрикують заздалегідь: Dám vám do boty! Jen nic už na mě nekřičte! («Я дам вам гроші в взуття! Тільки не кричіть мені!»)
Парад супроводжується людьми у народних костюмах, духовою музикою з усього регіону, парадом дітей у народних костюмах і навіть голландським духовим оркестром з Нардену (де жив деякий час Ян Амос Коменський). На влчновському ярмарку пропонуються народні вироби, сувеніри та місцеві делікатеси.